# Anton Zachariáš
Anton Zachariáš (14. ledna 1938 Vyšná Jedľová – 13. září 2000, Košice) byl slovenský esperantista.
Kromě slovenštiny a esperanta ovládal i češtinu, polštinu, maďarštinu, ruštinu a němčinu.

## Esperanto
Esperanto se naučil v 1955, vyučovat ho začal v 1961. Byl považován za jednoho z nejlepších učitelů esperanta pomocí přímé metody. Kurzy vedl po celé Evropě – Slovensko, Maďarsko, Polsko, Litva, Německo, Španělsko, Turecko, Bulharsko. Od roku 1972 pravidelně učil na tehdejších Letních školách esperanta na Slovensku. Naposledy vedl mezinárodní kurz pro pokročilé v Popradu jeden měsíc před svým úmrtím.
Byl činný od místní po mezinárodní úroveň. Pravidelně přispíval do časopisu Esperantisto Slovaka. Esperanto propagoval v rozhlase a televizi. Od roku 1990 do 1994 profesionálně pracoval v Slovenském esperantském svazu.

## Ocenění
- Stříbrná medaile Slovenské esperantského svazu – 1983
- Zlatá medaile Slovenské esperantského svazu – 1987